# Олинтос
Олинтос (грч. Όλυνθος) је насељено место у општини Полигирос у периферији Средишња Македонија, Грчка. Према попису из 2021. године било је 1.053 становника.
Олинтос је некада било читлучко насеље. Према бугарском географу и историчару, Василу Канчову, у Олинтосу је 1900. године живело 40 Грка. Године 1924. насељено је 136 грчких избегличких породица, укупно 311 особа. На попису из 1928. године у селу је био 361 житељ. Наредних година Олинтосу је припојено село Миријофито, тако је у селу 1940. године живело 827 становника. Село се раније звало Маријана.